# Кућа Буровца на Гардошу
Кућа Буровца на Гардошу је била споменик културе. Налазила се у Земуну у насељу Гардош на углу улице Високе 27 и Степеништа. Више не постоји јер се урушила.

## Опис
Кућа породице Буровац на Гардошу  је била последња тршћара (кућа покривена трском) у Земуну. Саграђена је у 18. веку и представља типичну сиротињску Војвођанску кућу саграђену од набоја и покривену трском или сламом, стога је и завредела да буде проглашена спомеником културе.
Кућа је правоугаоне основе величине 5 х 12 метара са просторијама висине 2,2 метра. Имала је три просторије: две собе, кухињу и трем. Кухиња се налазила у средини куће, имала је од опеке озидани димњак и из ње се улазило у собе. Соба до улице имала је прозоре који су гледали на улицу, а прозори собе ка дворишту гледали су на двориште. Кућа је била тако постављена, да јој је ужи део излазио на улицу. Са уличне стране, кућа је имала два прозора и асиметрично постављени улаз којим се улазило у трем и двориште. Подови у кући су били земљани. Конструкција крова је била двоводна, кровни покривач је био од трске а забати су били од дасака. Таванска конструкција је била од дрвених греда са чатловкама. Овакве куће су биле типичне за земунска насеља Ћуковац и Гардош.

## Галерија
- Шематски изглед уличне фасаде
- Улица Висока на Гардошу
- Степениште на Гардошу
- Плац у Високој 27 на Гардошу
- Изглед дворишне фасаде
- Изглед основе куће